# Rim Jouini
Rim Jouini, née le 7 août 1980, est une boxeuse tunisienne.

## Carrière
Sa carrière amateur est marquée par une médaille de bronze aux championnats du monde de Bridgetown en 2010 dans la catégorie poids plumes.

## Palmarès

### Jeux olympiques
- Qualifiée, en 2012 à Londres

### Championnats du monde de boxe
- Médaille de bronze dans la catégorie des moins de 57 kg, en 2010 à Bridgetown

### Jeux africains
- Médaille de bronze dans la catégorie des moins de 51 kg, en 2015 à Brazzaville

### Championnats d'Afrique
- Médaille d'or dans la catégorie des moins de 60 kg, en 2010 à Yaoundé
- Médaille de bronze dans la catégorie des moins de 60 kg, en 2014 à Yaoundé